# Patiala
Patiala (en pendjabi, ਪਟਿਆਲਾ) est une ville du sud-est du Pendjab. C'est la quatrième ville de l'Etat et le chef-lieu du district de Patiala. Elle est située autour du Qila Mubârak (en français, « Le château fortuné »). Elle a été construite par Sardar Lakhna et Bâbâ Âlâ Singh en 1754. Elle compte 762 000 habitants en 2011. C'était la capitale de l'État de Patiala, un ancien État princier.